# Gare de Vakås
La gare de Vakås est une gare ferroviaire norvégienne de la ligne de Drammen située dans le quartier de Vakås de la commune d'Asker. 
C'est une halte voyageurs desservie par des trains locaux.

## Situation ferroviaire
Établie à 79 mètres d'altitude, la gare de Vakås est située au point kilométrique (PK) 21,23 de la ligne de Drammen, entre les gares ouvertes de Hvalstad et de Høn.